# Armases benedicti
Armases benedicti är en kräftdjursart som först beskrevs av M. J. Rathbun 1897.  Armases benedicti ingår i släktet Armases och familjen Sesarmidae. Inga underarter finns listade i Catalogue of Life.